# Filborna församling
Filborna församling var en församling i Helsingborgs kontrakt i Lunds stift. Församlingen låg i Helsingborgs kommun i Skåne län och ingick i Helsingborgs pastorat. Församlingen uppgick 2022 i Helsingborgs Gustav Adolfs församling.

## Administrativ historik
Församlingens område var en del av Helsingborgs landsförsamling fram till 1919, då Helsingborgs stads- och landsförsamlingar slogs samman för att sin tur 1927 delas upp i Maria församling och Gustav Adolfs församling. Stadens fortsatta expansion gjorde att ännu en utbrytning blev nödvändig och därigenom bildades Filborna församling år 1977 genom att den bröts ut från Maria församling. Dess gränser kom att till stor del motsvara den gamla landsförsamlingens område. Församlingen utgjorde därefter till 2014 ett eget pastorat. Församlingen fick inte en egen kyrka förrän 1984, då Den gode herdens kyrka stod klar. Församlingens namn kommer från den numera försvunna byn Filborna, som låg ungefär där Österleden korsas av Vasatorpsvägen/Välavägen. Från 2014 till 2022 ingick församlingen i Helsingborgs pastorat. Församlingen uppgick 2022 i Helsingborgs Gustav Adolfs församling.

## Kyrkobyggnader
- Den gode herdens kyrka

## Kyrkoherdar (Series pastorum)
- Staffan Örneskans, 1977–2000
- Lars Holmqvist, 2000–2016
- Anders Ljungström, 2016–